# アンドラジュ・キルム
アンドラジュ・キルム（Andraž Kirm、1984年9月6日 - ）は、ユーゴスラビア (現：スロベニア)・リュブリャナ出身の元サッカー選手。現役時代のポジションはMF。

## 経歴

### クラブ
NDスロヴァンでキャリアをスタートさせ、2009年7月、ポーランドのヴィスワ・クラクフに5年契約で移籍した。

### 代表
スロベニア代表として2010 FIFAワールドカップメンバーに選ばれた。

## 所属クラブ
- NDスロヴァン 2002-2004
- NKスヴォボダ 2004-2005
- NKドムジャレ 2005-2009
- ヴィスワ・クラクフ 2009-2012
- FCフローニンゲン 2012-2014
- オモニア・ニコシア 2014-2016
- NKオリンピア・リュブリャナ 2016-2017
- NKドムジャレ 2017-2019
- NKブラヴォ 2019-2022[1]

## 代表歴

### 出場大会
- スロベニア代表
  - 2010 FIFAワールドカップ

### 試合数
- 国際Aマッチ 71試合 6得点（2007年-2016年）[2]

| スロベニア代表 | 国際Aマッチ | 国際Aマッチ |
| 年             | 出場        | 得点        |
| -------------- | ----------- | ----------- |
| 2007           | 6           | 0           |
| 2008           | 9           | 0           |
| 2009           | 9           | 1           |
| 2010           | 11          | 2           |
| 2011           | 8           | 0           |
| 2012           | 7           | 2           |
| 2013           | 9           | 1           |
| 2014           | 6           | 0           |
| 2015           | 4           | 0           |
| 2016           | 2           | 0           |
| 通算           | 71          | 6           |

## タイトル
NKドムジャレ
- 1.SNL : 2006-07, 2007-08
- スロベニア・スーパーカップ : 2007

ヴィスワ・クラクフ
- エクストラクラサ : 2010-11